# Facepalm

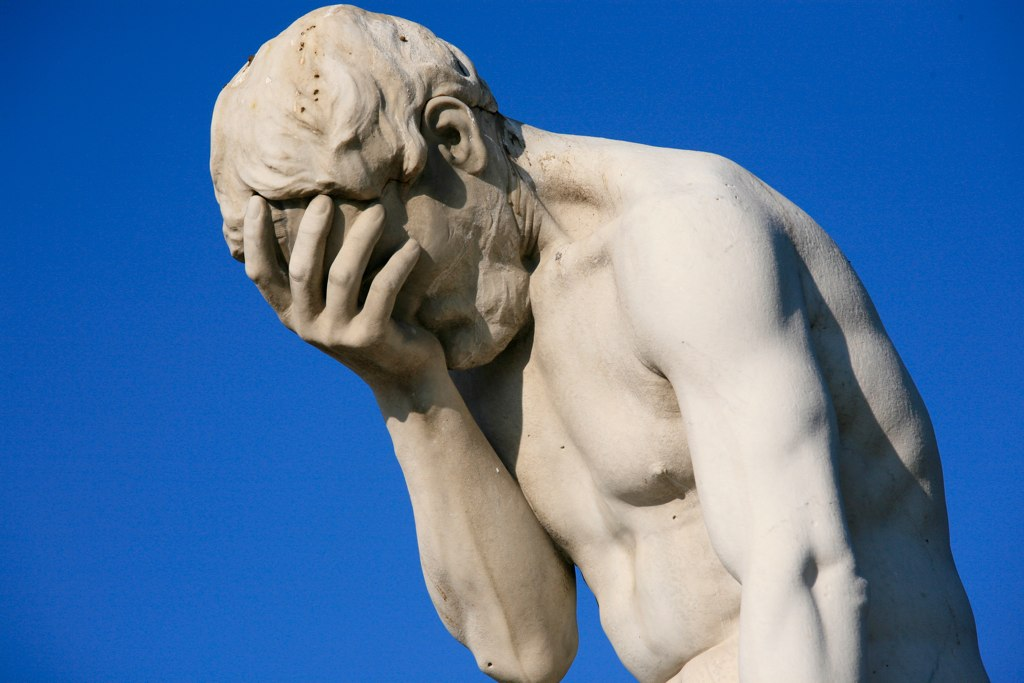
Caïn por Henri Vidal, Jardín de las Tullerías, Paris, 1896

Facepalm en inglés o palmada facial en español, es un término coloquial inglés que se refiere al gesto propio de poner la palma de la mano en la cara en una muestra de exasperación. Es similar también a un suspiro. 
En las discusiones de Internet, el término se utiliza como una expresión de vergüenza, frustración, incredulidad, indignación o para mal en general, por ejemplo, cuando uno es tomado por sorpresa con un mal juego de palabras. También se utiliza cuando la persona que hace el gesto no cree que las palabras pueden expresar semejante nivel de  idiotez.
Un ejemplo de su uso en línea es mediante la vinculación a una fotografía de Jim Horne, un modelo masculino, cuyo uso del gesto ha tipificado el aspecto del "disgusto".

## Etimología
Del inglés face (cara) y palm (palma de la mano).

## Internet
En las comunicaciones virtuales, han surgido muchos emoticonos, y el término "facepalm" se populariza rápidamente. El texto de reemplazo: "facepalm" se sustituye por una imagen en algún foro o de algún banco de imágenes.